# Aliecer Urrutia
Aliecer Urrutia (Villa Clara, 22 september 1974) is een voormalige atleet uit Cuba, die midden jaren negentig tot de beste hink-stap-springers ter wereld behoorde.

## Loopbaan
In 1997 verbeterde Urrutia in Sindelfingen een week voor de wereldindoorkampioenschappen het wereldindoorrecord hink-stap-springen tot 17,83 m. Hierdoor reisde hij af naar Parijs als de grote favoriet. Op de WK Indoor zelf behaalde hij met een afstand van 17,27 een zilveren medaille achter zijn landgenoot Yoel García. Op de wereldkampioenschappen van 1997 kwam hij met 17,64 niet verder dan een bronzen medaille.
In 2002 stopte Aliecer Urrutia met zijn sportcarrière. In 2004 evenaarde de Zweed Christian Olsson zijn wereldrecord.

## Titels
- Cubaans kampioen hink-stap-springen - 1996
- Pan-Amerikaans jeugdkampioen hink-stap-springen - 1993

## Persoonlijke records
| Onderdeel                    | Prestatie       | Datum        | Plaats       |
| ---------------------------- | --------------- | ------------ | ------------ |
| hink-stap-springen (outdoor) | 17,70 m         | Sevilla      | 6 juni 1996  |
| hink-stap-springen (indoor)  | 17,83 m (ex-WR) | Sindelfingen | 1 maart 1997 |

## Palmares
- 1993:  Centraal-Amerikaanse en Caribische kampioenschappen
- 1996: 15e in kwal. OS - 16,71 m
- 1997:  WK indoor - 17,27 m
- 1997:  Universiade - 17,11 m
- 1997:  WK - 17,64 m
- 1998:  Centraal-Amerikaanse en Caribische Spelen
- 2002:  Ibero-Amerikaanse kampioenschappen